# OGLE-2016-BLG-1195Lb
OGLE-2016-BLG-1195Lb là một Hành tinh ngoài hệ Mặt trời cách chúng ta khoảng 13.000 Năm ánh sáng về phía chòm sao Bò cạp quỹ đạo ngôi sao của OGLE-2016-BLG-1195L chỉ có 7,8% kích thước của mặt trời. Hành tinh này được phát hiện năm 2017. từ Gravitational microlensing từ Viện Khoa học Thiên văn và Không gian Hàn Quốc và Kính viễn vọng Không gian Spitzer. Nó có một khối lượng tương tự như Trái Đất và khoảng cách từ ngôi sao chủ của nó khi Trái Đất đến từ Mặt Trời là rất xa. Tuy nhiên, ngôi sao chủ nhà quá nhỏ đến nỗi nó không phải là một ngôi sao cả. Có thể "một sao lùn nâu hoặc một siêu sao siêu" thay vào đó, Vậy hành tinh này có thể quá lạnh lẽo nhưng có thể ở được 

## Trong văn hóa đại chúng
Hành tinh này được gọi là Hoth vì có sự tương đồng với Hoth có nghĩa là Hành tinh băng giá. Một hành tinh ngoại lai tương tự, OGLE-2005-BLG-390Lb, cũng đã được so sánh với Hoth, Theo NASA trong trường hợp này.